# Vicariato apostolico di Istanbul

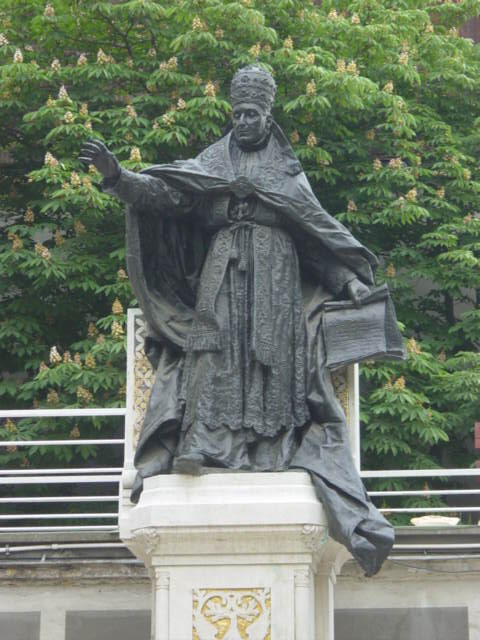
Statua di Benedetto XV nel cortile della cattedrale di Istanbul

Il vicariato apostolico di Istanbul (in latino Vicariatus Apostolicus Istanbulensis) è una sede della Chiesa cattolica in Turchia immediatamente soggetta alla Santa Sede. Nel 2022 contava 17.000 battezzati. È retto dal vescovo Massimiliano Palinuro.

## Territorio
Il vicariato apostolico estende la sua giurisdizione sui fedeli cattolici di rito latino residenti nella Turchia europea e nelle seguenti province dell'Anatolia nord-occidentale: Kocaeli, Düzce, Zonguldak, Bartin, Kastamonu, Çankırı, Kırıkkale, Ankara, Karabük, Bolu, Eskişehir, Sakarya, Bilecik, Yalova, Bursa, Balıkesir e Çanakkale.
Sede del vicariato è la città di Istanbul, dove si trova la cattedrale dello Spirito Santo.
Il territorio è suddiviso in 12 parrocchie.

## Storia
Dalla conquista di Costantinopoli durante la Quarta crociata (1204), la città fu sede di un patriarcato latino contrapposto al patriarcato ortodosso. Dopo la caduta dell'Impero latino (1261), il patriarcato continuò a sussistere come sede titolare e conservò fino al 1652 il diritto di nominare un vicario patriarcale residente a Costantinopoli.
Nel 1623 Propaganda Fide, per ridurre sempre di più i poteri del patriarca titolare, decise di nominare un vescovo ausiliare per la sede di Costantinopoli. Due furono i vescovi nominati: Livio Lilio il 19 agosto 1625 e Giacinto Subiano il 14 novembre 1644. Inevitabili furono però i conflitti di giurisdizione tra i vescovi ausiliari ed i vicari patriarcali. Così il 5 marzo 1652 papa Innocenzo X approvò il decreto di Propaganda fide «super unione vicariatus constantinopolitani cum suffraganeatu eiusdem». Il 15 aprile dello stesso anno fu comunicata la decisione al vicario patriarcale Severoli ed al vescovo ausiliare Subiano, che contestualmente divenne il primo vicario apostolico. Così la Santa Sede avocò sotto la propria autorità il vicariato di Costantinopoli, che assunse da questo momento dignità episcopale.
Il 15 aprile 1652 è la data di erezione del vicariato apostolico di Costantinopoli.
Il 24 marzo 1876 la chiesa dello Spirito Santo fu dichiarata cattedrale del vicariato apostolico.
Il 16 marzo 1926 ha ceduto i territori di Monastir e adiacenze alla diocesi di Skopje.
Il 18 marzo 1926 ha ceduto una porzione di territorio a vantaggio dell'erezione del vicariato apostolico di Salonicco.
Dal 1925 al 1974 non è stato più nominato alcun vicario apostolico di Costantinopoli e il governo è stato affidato al delegato apostolico pro tempore in Turchia, residente a Istanbul, che ne era amministratore apostolico sede vacante.
Il 30 novembre 1990 con il decreto Quo melius della Congregazione per le Chiese Orientali, il vicariato apostolico ha assunto il nome attuale e ha ceduto una porzione del suo territorio al vicariato apostolico dell'Anatolia.
Dal 1999 il vicario apostolico è anche amministratore sede vacante dell'esarcato apostolico di Costantinopoli, unica circoscrizione di rito bizantino in terra turca.

## Cronotassi dei vescovi
Si omettono i periodi di sede vacante non superiori ai 2 anni o non storicamente accertati.

### Vicari patriarcali
- Bonaventura Secusio, O.F.M.Obs. † (1594 - 10 marzo 1599 nominato patriarca)
- Cherubino da Macerata, O.F.M.Obs. † (1604 - ?)
- Giovanni Battista de Monte Barochio, O.F.M.Obs. † (15 dicembre 1614 - ?)
- Giovanni Battista Sangallo, O.F.M.Conv. † (1616 - ? deceduto)
- Giuseppe de Bruni, O.F.M.Obs. † (14 luglio 1618 - 1622)
- Benedetto da Verona, O.F.M.Obs. † (15 febbraio 1622 - ?)
- Andrea Gislanti, O.F.M. † (1626 - ? dimesso)
- Guglielmo Foca, O.F.M.Conv. † (1627 - 1629 dimesso)
- Giovanni Mauri, O.F.M.Conv. † (30 gennaio 1629 - 1631 dimesso)
- Giovanni Francesco Circhi, O.F.M.Conv. † (7 maggio 1631 - dopo il 1633 dimesso)
- Guglielmo Vizzani, O.F.M.Conv. † (1635 - 17 ottobre 1637 dimesso)
- Angelo Petricca, O.F.M.Conv. † (30 gennaio 1638 - 1639)
- Francesco Castogna, O.F.M.Conv. † (25 febbraio 1640 - 1641 deceduto)
- Giovanni Mercredini, O.F.M.Conv. † (20 gennaio 1642 - ? deceduto)
- Giovanni Battista Siroli, O.F.M.Conv. † (1º settembre 1643 - 1644 dimesso)
- Giacinto Subiano, O.P. † (1646 - ? dimesso)
- Giovanni Francesco Circhi, O.F.M.Conv. † (3 luglio 1647 - ? dimesso) (per la seconda volta)
- Filippo Severoli, O.F.M.Conv. † (27 settembre 1649 - ? dimesso)

### Vicari apostolici
- Giacinto Subiano, O.P. † (5 marzo 1652 - 1653 dimesso) (per la seconda volta)
- Bonaventura Teuli, O.F.M.Conv. † (7 gennaio 1656 - 1662 dimesso)
- Andrea Ridolfi, O.F.M.Conv. † (12 febbraio 1662 - 15 aprile 1677 deceduto[4])
- Vito Piluzzi, O.F.M.Conv. † (1675 - ? dimesso)
  - Paride Maria Boschi, O.F.M.Conv. † (1677 - ? dimesso) (provicario)
  - Hieronim Polokaj, O.F.M.Conv. † (1678 - 1678 dimesso) (provicario)
- Gasparo Gasparini, O.F.M.Conv. † (31 maggio 1677 - 22 agosto 1705 deceduto)
- Raimondo Galani, O.P. † (19 aprile 1706 - 1720 dimesso)
- Pier Battista Mauri, O.F.M.Ref. † (15 giugno 1720 - 2 aprile 1730 deceduto)
- Antonio Balsarini † (18 agosto 1730 - 2 gennaio 1731 deceduto)[5]
- Francesco Girolamo Bona † (23 giugno 1731 - 25 giugno 1749 dimesso)
- Biagio Paoli † (18 marzo 1750 - 1767 dimesso)
- Giuseppe Roverani, Batt. † (10 marzo 1767 - 2 luglio 1772 deceduto)
- Giovanni Battista Bavestrelli † (31 agosto 1772 - 20 aprile 1777 deceduto)
- Nicolò Pugliesi † (7 luglio 1777 - 8 luglio 1778 deceduto)
- Francesco Antonio Fracchia, Batt. † (26 settembre 1778 - 21 ottobre 1795 deceduto)
- Giulio Maria Pecori d'Ameno, O.F.M.Ref. † (21 ottobre 1795 succeduto - 28 febbraio 1796 deceduto)
  - Nicolò Timoni † (3 giugno 1796 - 1796 rinuncia)[6]
- Giovanni Battista Fonton, O.F.M.Conv. † (16 marzo 1799 - 26 agosto 1816 deceduto)
- Vincenzo Coressi † (26 agosto 1816 succeduto - 7 marzo 1835 deceduto)
- Julien-Marie Hillereau, S.M.M. † (7 marzo 1835 succeduto - 1º marzo 1855 deceduto)
  - Antonio Mussabini † (1855 - 1858) (provicario)
- Paolo Brunoni † (23 novembre 1858 - 1869 dimesso)
  - Joseph Pluym, C.P. † (3 giugno 1869 - 13 gennaio 1874 deceduto) (amministratore apostolico)
  - Serafino Milani, O.F.M. † (20 marzo 1874 - ? dimesso)[7]
  - Leopoldo Angelo Santanchè, O.F.M.Ref. † (13 novembre 1874 - ? dimesso)[8]
- Antonio Maria Grasselli, O.F.M.Conv. † (22 dicembre 1874 - 23 gennaio 1880 dimesso)
- Vincenzo Vannutelli † (23 gennaio 1880 - 22 dicembre 1882 nominato nunzio apostolico in Brasile)
- Luigi Rotelli † (26 gennaio 1883 - 23 maggio 1887 nominato nunzio apostolico in Francia)
- Augusto Bonetti, C.M. † (6 maggio 1887 - 19 agosto 1904 deceduto)
- Giovanni Tacci Porcelli † (19 dicembre 1904 - 31 dicembre 1907 nominato nunzio apostolico in Belgio)
- Vincenzo Sardi di Rivisondoli † (6 aprile 1908 - 1914 dimesso)
- Angelo Maria Dolci † (11 gennaio 1914 - 14 dicembre 1922 nominato nunzio apostolico in Belgio)
  - Angelo Rotta † (6 giugno 1925 - 20 marzo 1930 nominato nunzio apostolico in Ungheria) (amministratore apostolico)
  - Carlo Margotti † (8 marzo 1930 - 25 luglio 1934 nominato arcivescovo di Gorizia e Gradisca) (amministratore apostolico)
  - Sant'Angelo Giuseppe Roncalli † (30 novembre 1934 - 23 dicembre 1944 nominato nunzio apostolico in Francia) (amministratore apostolico)
  - Alcide Giuseppe Marina, C.M. † (1945 - 18 maggio 1947 nominato nunzio apostolico in Libano) (amministratore apostolico)
  - Andrea Cassulo † (1947 - 9 gennaio 1952 deceduto) (amministratore apostolico)
  - Paolo Bertoli † (24 marzo 1952 - 7 maggio 1953 nominato nunzio apostolico in Colombia) (amministratore apostolico)
  - Giacomo Testa † (18 giugno 1953 - 1959 dimesso) (amministratore apostolico)
  - Francesco Lardone † (1959 - 1966 ritirato) (amministratore apostolico)
  - Saverio Zupi † (30 agosto 1966 - 1969 dimesso) (amministratore apostolico)
  - Salvatore Asta † (7 giugno 1969 - 15 novembre 1974 dimesso) (amministratore apostolico)
- Gauthier Pierre Georges Antoine Dubois, O.F.M.Cap. † (15 novembre 1974 - 29 maggio 1989 deceduto)
- Antuvan Marovitch † (29 maggio 1989 succeduto - 15 dicembre 1991 deceduto)
- Louis Pelâtre, A.A. (9 luglio 1992 - 16 aprile 2016 ritirato)
- Rubén Tierrablanca González, O.F.M. † (16 aprile 2016 - 22 dicembre[9] 2020 deceduto)[10]
- Massimiliano Palinuro, dal 14 settembre 2021

## Statistiche
Il vicariato apostolico nel 2022 contava 17.000 battezzati.
| anno | popolazione | popolazione | popolazione | presbiteri | presbiteri | presbiteri | presbiteri                | diaconi | religiosi | religiosi | parrocchie |
| anno | battezzati  | totale      | %           | numero     | secolari   | regolari   | battezzati per presbitero | diaconi | uomini    | donne     | parrocchie |
| ---- | ----------- | ----------- | ----------- | ---------- | ---------- | ---------- | ------------------------- | ------- | --------- | --------- | ---------- |
| 1950 | 7.650       | ?           | ?           | 72         | 4          | 68         | 106                       |         | 131       | 311       | 22         |
| 1970 | 10.000      | ?           | ?           | 5          | 5          |            | 2.000                     |         |           |           |            |
| 1980 | 5.000       | ?           | ?           | 51         | 8          | 43         | 98                        | 1       | 62        | 123       | 22         |
| 1990 | 6.000       | ?           | ?           | 44         | 6          | 38         | 136                       |         | 50        | 100       | 17         |
| 1999 | 15.000      | ?           | ?           | 28         | 3          | 25         | 535                       |         | 32        | 91        | 13         |
| 2000 | 15.000      | ?           | ?           | 33         | 3          | 30         | 454                       |         | 37        | 90        | 13         |
| 2001 | 15.000      | ?           | ?           | 30         | 3          | 27         | 500                       |         | 38        | 91        | 13         |
| 2002 | 15.000      | ?           | ?           | 35         | 3          | 32         | 428                       |         | 43        | 91        | 13         |
| 2003 | 15.000      | ?           | ?           | 32         | 2          | 30         | 468                       |         | 39        | 90        | 13         |
| 2004 | 15.000      | ?           | ?           | 32         | 2          | 30         | 468                       |         | 37        | 90        | 13         |
| 2010 | 15.500      | ?           | ?           | 35         | 2          | 33         | 442                       |         | 42        | 43        | 13         |
| 2014 | 15.650      | ?           | ?           | 37         |            | 37         | 422                       |         | 41        | 40        | 13         |
| 2017 | 15.650      | ?           | ?           | 30         | 2          | 28         | 521                       |         | 34        | 36        | 12         |
| 2020 | 17.000      | ?           | ?           | 36         | 3          | 33         | 472                       | 1       | 37        | 32        | 12         |
| 2022 | 17.000      | ?           | ?           | 35         | 3          | 32         | 485                       | 1       | 36        | 32        | 12         |